# Dryadella vitorinoi
Dryadella vitorinoi är en orkidéart som beskrevs av Carlyle August Luer och Antonio Luiz Vieira Toscano. Dryadella vitorinoi ingår i släktet Dryadella och familjen orkidéer. Inga underarter finns listade i Catalogue of Life.